# Lasioglossum gorgasi
Lasioglossum gorgasi là một loài Hymenoptera trong họ Halictidae. Loài này được Cockerell mô tả khoa học năm 1928.